# Vononana
Genre
Vononana est un genre d'opilions laniatores de la famille des Cosmetidae.

## Distribution
Les espèces de ce genre se rencontrent au Pérou et au Mexique.

## Liste des espèces
Selon World Catalogue of Opiliones (07/08/2021) :
- Vononana conspersa Roewer, 1947
- Vononana peruviana (Chamberlin, 1916)

## Publication originale
- Roewer, 1928 : « Weitere Weberknechte II. (2. Ergänzung der Weberknechte der Erde, 1923). » Abhandlungen der Naturwissenschaftlichen Verein zu Bremen, vol. 26, p. 527–632.